# Sigmar Wittig
El Dr. Sigmar Wittig (nascut el 25 de febrer de 1940 a Nimptsch, anterior regió de Silesia a l'Alemanya) ha sigut el President del Consell Executiu de l'Agència Aeroespacial Alemanya (Deutsches Zentrum für Luft- und Raumfahrt) des del març del 2002. Va ser el President del Consell de l'Agència Espacial Europea per a un termini de dos anys entre l'1 de juliol de 2005 i el 30 de juny de 2007.
El Professor Wittig va ser instrumental en l'inici d'un programa d'intercanvi entre la Universitat de Purdue i la Universitat de Karlsruhe anomenat Global Engineering Alliance for Research and Education (GEARE).

## Curriculum vitae
Va estudiar enginyeria mecànica al RWTH Aachen, acabant amb un doctorat en el 1967. Això va ser seguit per una estada de 9 anys com a professor associat a la Universitat de Purdue.
En el 1976, va tornar a Alemanya per a la Universitat de Karlsruhe, per dirigir l'Institut de Turbomàquines Tèrmiques. Del 1994 al 2002 va ser president de la universitat.